# 社旗県
社旗県（しゃき-けん）は中華人民共和国河南省南陽市に位置する県。

## 行政区画
- 街道:趙河街道、潘河街道
- 鎮:賒店鎮、橋頭鎮、饒良鎮、興隆鎮、晋荘鎮、李店鎮、苗店鎮、郝寨鎮、朱集鎮、下窪鎮、太和鎮、大馮営鎮、陌陂鎮
- 郷:唐荘郷